# Carolina Dementiev
Carolina Dementiev Justavino, née le 1er février 1989 à Saint-Pétersbourg en Russie, est un mannequin, une animatrice de télévision et une athlète panaméenne. 

## Biographie
Elle est couronnée Miss Panama en 2008 et représente le Panama à Miss Univers 2008. Sportive, elle participe occasionnellement à des triathlons Ironman.